# 1784

## أحداث
- تأسيس مدينة سان إيسيدرو، بوينس آيرس وتقع حاليا في الأرجنتين.
- تأسيس مدينة كورنوال، أونتاريو وتقع حاليا في كندا.
- تأسيس مدينة خانقين وتقع حاليا في العراق.
- تأسيس مدينة السليمانية وتقع حاليا في العراق.
- تأسس العلاقات الألمانية المغربية حين عين الإمبراطور فريدريك الأكبر قنصله في المغرب.
- في 3 يونيو تم تأسيس قوات البرية للولايات المتحدة.
- بنجامين فرانكلين يطرح فكرة التوقيت الصيفي.
- قام سعود بن عبد العزيز بن محمد بشن حملة على قرية العيون وغنم منها غنائم كثيرة، في إطار حملات آل سعود ضد الأحساء.
- صـُنع أول منطاد هواء ساخن في فنلندا (وفي المملكة السويدية بأسرها) في مدينة أولو، بعد سنة واحدة فقط من اختراعه في فرنسا.
- اٍخترع العالم والسياسي الأمريكي بنجامين فرانكلين النظارة ثنائية البؤرة.
- تم تحويل الثوري و الروائي الفرنسي ماركيز دي ساد إلى سجن الباستيل الشهير.
- تأسيس مدينة السليمانية على يد الأمير الكردي إبراهيم باشا بابان.

## مواليد
- إبراهيم الباجوري
- 28 يناير - جورج هاملتون غوردون، سياسي بريطاني.
- 5 مارس - حسين باي بن محمد ثامن بايات تونس.
- ابن عابدين - فقيه وإمام حنفي.
- 11 مايو - جورج دبنج، كاتب ومؤرخ فرنسي.
- 30 يوليو - ليوبولد شيفر، شاعر وموسيقي ألماني.
- 3 أكتوبر - يوهان كارل إرنفريد كيجل، مستكشف ألماني.
- 15 أكتوبر - توماس روبير بيجو دولا بيكونيري، عسكري فرنسي.
- 20 أكتوبر - بالميرستون، سياسي بريطاني.
- 24 نوفمبر - زكاري تايلور ، قائد عسكري أمريكي، والرئيس الثاني عشر للولايات المتحدة الأمريكية.
- 24 نوفمبر - يوهان لويس بوركهاردت مستكشف سويسري.

## وفيات
- دنيس ديدرو
- 31 يوليو - دنيس ديدرو، فيلسوف وكاتب فرنسي.
- 13 ديسمبر - صمويل جونسون، كاتب وناقد وشاعر بريطاني.
- غاسبار دي بورتولا - رحالة إسباني.
- يوسا بوسون - شاعر ورسام ياباني.
- مصطفى الحرفوشي - أمير بعلبك